# 大阪高等裁判所
大阪高等裁判所（おおさかこうとうさいばんしょ）は、大阪府大阪市にある日本の高等裁判所の一つで、近畿地方2府4県を管轄している。略称は、大阪高裁（おおさかこうさい）。

## 併設施設
- 北浜郵便局高等裁判所内分室

## 沿革
- 1875年（明治8年） - 大阪上等裁判所が設置される。
- 1882年（明治15年） - 大阪控訴裁判所に改称。
- 1887年（明治20年） - 大阪控訴院と改称。
- 1947年（昭和22年） - 裁判所法の施行により、現在の大阪高等裁判所と改称される。

## 主な所属裁判官・元裁判官
- 一宮和夫（第4民事部部総括判事）
- 大和陽一郎（第5民事部部総括判事）
- 松本哲泓（第9民事部部総括判事）

- 湯川哲嗣（第2刑事部部総括判事）
- 大渕敏和（第3刑事部部総括判事）
- 小倉正三（第5刑事部部総括判事）

## 歴代長官
（カッコ内の表記順：任期→前職→後職）
大阪上等裁判所長
- （心得）松本暢（1875年5月12日 - 1876年9月26日）
- （心得）尾崎忠治（1876年9月26日 - 1877年6月28日）[1]
- 尾崎忠治（1877年6月28日 - 1878年1月7日）[1]
- （心得）小畑美稲（1877年12月13日 - 1881年10月15日）[2]

大阪控訴裁判所長
- 清岡公張（1881年10月15日 - 1883年10月29日）[3]
- 児島惟謙（1883年10月29日[4] - 1886年5月10日）

大阪控訴院長
- 児島惟謙（1886年5月10日 - 1891年5月6日）
- 北畠治房（1891年5月6日 - 1898年6月28日）
- 加太邦憲（1898年6月28日 - 1905年11月6日）
- 古荘一雄（1905年11月6日 - 1913年4月22日）
- 斎藤十一郎（1913年4月22日 - 1920年6月11日）
- 水上長次郎（1920年6月30日 - 1921年6月13日）
- 谷田三郎（1921年6月13日 - 1934年9月3日）
- 田中右橘（1934年9月3日 - 1937年12月27日）
- 長島毅（1937年12月27日 - 1940年3月14日）
- 鈴木秀人（1940年3月16日 - 1943年3月27日）
- 草野豹一郎（1943年3月27日 - 1945年10月17日）
- 三宅正太郎（1945年10月18日 - 1946年2月9日）

大阪高等裁判所長官
- （職務代行）藤田八郎（1946年2月9日 - 1947年5月3日）（裁判所法施行）
- （代理）藤田八郎（1947年5月3日 - 1947年8月3日）
- 白方一（1947年9月26日 - 1948年8月21日）
- 垂水克己（1948年10月5日 - 1951年10月21日）
- 松本静史（1951年10月22日 - 1952年7月18日）
- 安倍恕（1952年9月22日 - 1955年6月9日）
- 下飯坂潤夫（1955年6月10日 - 1956年11月21日）
- 石坂修一（1956年12月3日 - 1958年6月27日）
- 斎藤直一（1958年8月6日 - 1960年10月27日）
- 五鬼上堅磐（1960年11月7日 - 1961年8月25日）
- 荻野益三郎（1961年9月7日 - 1962年8月31日）
- 松田二郎（1962年9月3日 - 1964年1月30日）
- 奥田嘉治（1964年2月10日 - 1965年5月19日）
- 万歳規矩楼（1965年6月8日 - 1967年3月20日）
- 関根小郷（1967年4月1日 - 1969年1月16日）
- 山下朝一（1969年1月28日 - 1970年2月19日）
- 新関勝芳（1970年2月20日 - 1971年3月19日）
- 奥戸新三（1971年3月20日 - 1973年2月14日）
- 吉田豊（1973年2月24日 - 1973年5月20日）
- 中野次雄（1973年5月26日 - 1975年6月26日）
- 服部高顯（1975年6月28日 - 1975年12月2日）
- 宮川種一郎（1975年12月3日 - 1977年9月12日）
- 木下忠良（1977年9月13日 - 1979年2月28日）
- 大塚正夫（1979年3月1日 - 1980年3月21日）
- 緒方節郎（1980年3月22日 - 1981年10月19日）
- 安岡満彦（1981年10月19日 - 1982年9月30日）
- 谷野英俊（1982年10月1日 - 1984年7月26日）
- 齋藤平伍（1984年7月27日 - 1986年11月25日）
- 貞家克己（1986年11月26日 - 1988年3月16日）
- 黒川正昭（1988年3月17日 - 1989年8月31日）
- 原田直郎（1989年9月4日 - 1991年6月2日）
- 小野幹雄（1991年6月4日 - 1992年2月12日、最高裁判所判事）
- 川崎義徳（1992年2月13日 - 1994年3月2日　最高裁判所事務総長、東京高等裁判所長官 ）
- 藤井正雄（1994年3月3日 - 1995年11月6日　横浜地方裁判所所長、最高裁判所判事）
- 青木敏行（1995年11月7日 - 1997年9月5日）
- 上谷清（1997年9月8日 - 1999年3月30日）
- 岡田良雄（1999年4月1日 - 2000年8月12日　司法研修所所長、定年退官）
- 上田豊三（2000年8月14日 - 2002年2月20日　広島高等裁判所長官　最高裁判所判事）
- 島田仁郎（2002年2月21日 - 2002年11月6日　仙台高等裁判所長官　最高裁判所判事、16代最高裁判所長官）
- 堀籠幸男（2002年11月7日 - 2005年5月16日　最高裁判所事務総長　最高裁判所判事）
- 涌井紀夫（2005年5月17日 - 2006年10月15日　福岡高等裁判所長官　最高裁判所判事）
- 金築誠志（2006年10月16日 - 2009年1月25日　東京地方裁判所所長　最高裁判所判事）
- 大谷剛彦（2009年1月26日 - 2010年6月16日　最高裁判所事務総長　最高裁判所判事）
- 大野市太郎（2010年17日 - 2011年5月9日　福岡高等裁判所長官　定年退官）
- 吉戒修一（2011年5月10日 - 2012年3月26日　東京地方裁判所所長　東京高等裁判所長官）
- 佐々木茂美（2012年3月27日 - 2013年3月4日　高松高等裁判所長官　定年退官）
- 永井敏雄（2013年3月5日 - 2014年7月13日　広島高等裁判所長官　定年退官）
- 大谷直人（2014年7月18日 - 2015年2月16日　最高裁判所事務総長　最高裁判所判事）
- 菅野博之（2015年2月17日 - 2016年9月4日　東京高等裁判所部総括判事　最高裁判所判事）
- 井上弘通（2016年9月5日 - 2018年1月23日　東京高等裁判所部総括判事　定年退官　再就職等監視委員会委員長）
- 小泉博嗣（2018年1月29日 - 2018年12月15日　司法研修所長　定年退官、情報公開・個人情報保護審査会会長代理）
- 安浪亮介（2018年12月18日 - 2021年7月15日 東京地方裁判所所長 最高裁判所判事）
- 尾島明（2021年7月16日 - 2022年7月4日　最高裁判所首席調査官 最高裁判所判事）
- 後藤博（2022年7月5日 - 2023年4月17日　福岡高等裁判所長官　定年退官）
- 平木正洋（2023年4月21日 - 2024年8月15日　東京地方裁判所所長 最高裁判所判事）
- 菅野雅之（2024年8月16日 - 現職　仙台高等裁判所長官）

## 部署と法廷
各部に3名から5名の裁判官が所属している。開廷はどの法廷も3名による合議で週2回から3回（2015年11月現在）。

### 民事部
- 第1民事部（第82号法廷）
- 第2民事部（第82号法廷）
- 第3民事部（第84号法廷）
- 第4民事部（第84号法廷）
- 第5民事部（第81号法廷）
- 第6民事部（第81号法廷）
- 第7民事部（第83号法廷）
- 第8民事部（第83号法廷）
- 第9民事部（第72号法廷）
- 第10民事部（第72号法廷）
- 第11民事部（第74号法廷）
- 第12民事部（第74号法廷）
- 第13民事部（第73号法廷）
- 第14民事部（第73号法廷）

### 刑事部
- 第1刑事部（第1001号法廷）
- 第2刑事部（第1001号法廷）
- 第3刑事部（第1002号法廷）
- 第4刑事部（第1002号法廷）
- 第5刑事部（第1003号法廷）
- 第6刑事部（第1003号法廷）

## 不祥事への対応
2008年2月27日の毎日新聞の報道によると、飲酒運転で検挙された大阪高裁の職員2人について、同高裁が減給1ヵ月の懲戒処分で済ませていたことが判明した。自治体においては、免職や停職などの重い処分を課すケースが多く、法の番人たる裁判所による甘い処分に、非難の声が上がった。